# 黒瀬川 (富山県)
黒瀬川（くろせがわ）は、富山県黒部市を流れる二級河川。

## 特徴
水源が標高400m以下の丘陵地なので流れが緩く水温が比較的高い。昔から現在まで灌漑用水として広く使われている。河口付近は、明治時代から昭和時代初期にかけて米や魚肥を運搬する北海道通いの船の停泊場所として賑わっていた。
1969年8月、1982年6月、1985年7月に水害を起こしており、洪水の危険は高いとみられている。

## 地理
黒瀬川水系の水源は十二貫野台地の丘陵地帯(標高約250〜400m)にあり、黒部市宇奈月町栃屋の黒西合口用水と宇奈月町から西流して来る南川用水を取り入れて黒瀬川となる。平野部では黒部川扇状地の南端を流れ、石田漁港近くで海に流れる。

## 堤防沿いの桜並木
1982年の台風5号の氾濫によって、荒町から下流の堤防沿いの松並木や桜並木（ソメイヨシノ約150本）が洪水対策の河川改修工事により取り払われた。その後1993年3月に「黒瀬川に桜堤を復活する会」が結成され、左岸の660メートル間に、ソメイヨシノより寿命が長いシダレザクラ約150本が2002年までに植樹された。

## 生態
下流部でアユ、トミヨ、カマキリ(アユカケ)など多様な生物が生息している。

## 主な支流
- 大谷川
- 神谷川